# Ranunculus multidens
Ranunculus multidens är en ranunkelväxtart som beskrevs av Dunkel. Ranunculus multidens ingår i släktet ranunkler, och familjen ranunkelväxter. Inga underarter finns listade i Catalogue of Life.